# Фелипо де Сен-Флорантен де ла Врийер, Луи
Луи Фелипо де Сен-Флорантен, маркиз (1725), затем герцог (1770) де ла Врийер (фр. Louis III Phélypeaux, comte de Saint-Florentin, duc de La Vrillière; 18 августа 1705[…], Париж — 27 февраля 1777[…], Париж) — французский государственный деятель, на протяжении пятидесяти лет (1725—1775) занимавший должности министерского уровня.

## Биография
Родился в 1705 году в Париже в семье Луи Фелипо, маркиза ла Врийера (1672–1725), титул которого в дальнейшем унаследовал. 
В 1724 году женился на немецкой аристократке рейсхграфине Амалии-Эрнестине фон Платен-Халлермунд (1701—1767). Детей в этом браке не было.
В 1725 году стал государственным секретарём (министром) по делам протестантов, сменив на этой должности отца. 
В 1735 году был принят в масонство. 
В 1743 году стал канцлером её величества королевы. 
В 1749—1775 годах был министром королевского двора Франции (его отец недолгое время в 1715—1718 годах занимал тот же пост). Наряду с этим, в 1761 году был назначен государственным министром, а в 1770—71 годах, после отставки Шуазеля (1770), недолгое время занимал должность министра иностранных дел. 
Кроме того, с 1756 по 1770 год Фелипо был канцлером и хранитель печатей Ордена Святого Духа (высшего из королевских орденов Франции). 
Являлся почётным членом Французской академии наук (1740).
В сентябре 1765 года Луи Фелипо пострадал от несчастного случая на охоте, после чего ему пришлось ампутировать левую руку.
Владел роскошным особняком в Париже («отелем Сен-Флорантен»), который сам построил. 
В 1770 году маркиз де ла Врийер был «повышен» королём до герцога, однако, поскольку он не имел наследника, герцогская линия пресеклась с его смертью. 
Свой человек при дворе и один из ближайших приближённых Людовика XV, Фелипо, тем не менее, не пользовался популярностью у современников и не имел репутации выдающегося политика. 
Скончался в 1777 году в Париже. 
Часть его эпистолярного наследия хранится в Национальном архиве Франции.